# Stuart Lewis-Evans
Stuart Nigel Lewis-Evans, il cui vero cognome alla nascita era solo Evans senza Lewis (cambiato a livello familiare nel 1950 per includere il cognome della nonna, Lewis appunto) (Luton, 20 aprile 1930 – East Grinstead, 25 ottobre 1958), è stato un pilota di Formula 1 britannico, morto sei giorni dopo l'incidente avuto al Gran Premio del Marocco del 1958.

## Carriera
Fu la quarta vittima di quell'anno, dopo Pat O'Connor, Luigi Musso e Peter Collins. Pilota veloce, si ritiene non sia mai riuscito ad esprimere completamente le sue capacità.
Emerse come pilota di Formula 3, corse e vinse anche in Italia in alcuni circuiti cittadini come il Circuito del Castello di Teramo e durante gli anni cinquanta venne assunto dalla Ferrari per correre nel campionato di vetture sport. Nel 1957 venne assunto dalla Vanwall come terzo pilota dopo un quarto posto ottenuto a Monaco. Nel prosieguo della stagione giunse quinto a Pescara e ottenne la pole position a Monza.
Nel 1958 ottenne due terzi posti, ma al Gran Premio del Marocco fu protagonista di un grave incidente al seguito del quale riportò ustioni in gran parte del corpo. Subito trasportato in aereo in ospedale nel Regno Unito, morì sei giorni dopo per le conseguenze dell'incidente.
Oggi riposa nel cimitero di Plumstead, a Londra.

## Risultati in Formula 1
| 1957 | Scuderia            | Vettura          |  |   |  |     |   |     |   |     |  |  |  | Punti | Pos. |
| ---- | ------------------- | ---------------- |  | - |  | --- | - | --- | - | --- |  |  |  | ----- | ---- |
| 1957 | Connaught e Vanwall | Tipo B e Vanwall |  | 4 |  | Rit | 7 | Rit | 5 | Rit |  |  |  | 5     | 12º  |

| 1958 | Scuderia | Vettura |  |     |     |  |   |     |   |    |   |     |     | Punti | Pos. |
| ---- | -------- | ------- |  | --- | --- |  | - | --- | - | -- | - | --- | --- | ----- | ---- |
| 1958 | Vanwall  | Vanwall |  | Rit | Rit |  | 3 | Rit | 4 | NA | 3 | Rit | Rit | 11    | 9º   |

| Legenda | 1º posto     | 2º posto | 3º posto    | A punti         | Senza punti/Non class.  | Grassetto – Pole position Corsivo – Giro più veloce |
| Legenda | Squalificato | Ritirato | Non partito | Non qualificato | Solo prove/Terzo pilota | Grassetto – Pole position Corsivo – Giro più veloce |